# Eupithecia costivallata
Eupithecia costivallata là một loài bướm đêm trong họ Geometridae.